# Eutresis
Eutresis (en griego, Εὔτρησις; en lineal B, e-u-te-re-u) es el nombre de una antigua ciudad griega de Beocia.